# Sauce Money
Sauce Money, de son vrai nom Todd Gaither, est un rappeur américain, originaire de Brooklyn à New York. Il est surtout connu pour ses collaborations avec le rappeur new-yorkais Jay-Z.

## Biographie
Todd participe au premier album de Big Daddy Kane, Daddy's Home, publié en 1994, avec la chanson Show N' Prove, en compagnie de Scoob Lover, Shyheim, Jay-Z et Ol' Dirty Bastard. Deux ans plus tard, en 1996, il participe au premier album de Jay-Z, Reasonable Doubt, avec la chanson produite par DJ Premier intitulée Bring it On, puis sur le In My Lifetime, Vol. 1, avec la chanson Face Off, et enfin sur le troisième album de Jay-Z, Vol. 2... Hard Knock Life, avec la chanson Reservoir Dogs (avec les rappeurs The LOX et Beanie Sigel). Sauce Money est crédité en tant que coauteur du tube de Puff Daddy, I'll Be Missing You. En 1998, il participe à la bande originale du film Streets Is Watching avec la chanson Celebration (en featuring avec Jay-Z, Memphis Bleek et Wais).
Todd publie son premier album, Middle Finger U, le 2 novembre 1999 au label Priority Records. Sur l'album figurent deux invités de marque, Jay-Z (sur la chanson Pregame (chanson qui figure également sur la bande originale du film Belly, sorti en 1998) et Puff Daddy (sur la chanson Do You See), ainsi qu'une chanson produite par DJ Premier. Le premier single sorti de cet album est For My Hustlaz. L'album atteint la 72e place du Billboard 200.
En 2004, il fait un featuring avec P-Money, intitulé Easy, sur son album Magic City. En 2006, il enregistre avec Jay Z la chanson I Declare War. En 2008, il publie un nouveau single intitulé Listen 2 Me. Lors d'un entretien avec HipHopDX en 2015, Todd cite ces cinq rappeurs préférés que sont par ordre décroissant The Notorious B.I.G., Big Daddy Kane, Rakim, Jay Z et Kool G Rap.

## Discographie
- 2000 : Middle Finger U